# 亞當·林德
亞當·林德（Adam Alan Lind，1983年7月17日—），出生地為印地安那州的Muncie。現為一壘手。

## 生平

### 小聯盟
- 林德在小聯盟的成績為打擊率0.312、7發全壘打和50分的打點。

### 大聯盟
- 林德在2006年9月2日升上大聯盟，第一支面對的隊伍為在客場面對波士頓紅襪隊，5個打數擊出1支安打。9月10日在洛杉磯天使隊的主場，從先發投手傑瑞·威佛擊出大聯盟生涯的第1發全壘打。
- 2008年球季林德在3A出發，直到6月21日才升上大聯盟，至球季結束，林德的成績為0.282的打擊率、9發全壘打和40分的打點[1][2]。
- 2009年林德表現最精彩的一年，全壘打和打點都是生涯新高，也是藍鳥隊表現最精彩的球員。9月14日在客場面對底特律老虎隊，總共有3分的打點，使本季的打點數來到100分。9月15日客場面對紐約洋基隊擊出今年第30發全壘打。9月29日在客場面對紅襪隊，單場擊出3發全壘打，成為本季第8位單場3轟的打者[3]。

## 外部連結
- 球員資訊和成績在MLB，ESPN，Baseball-Reference，Fangraphs，The Baseball Cube（英文）
- MLB.com player profile （页面存档备份，存于） - biography and statistics
- 球員資訊和成績在Baseball-Reference（英文）